# Bauta (maschera)

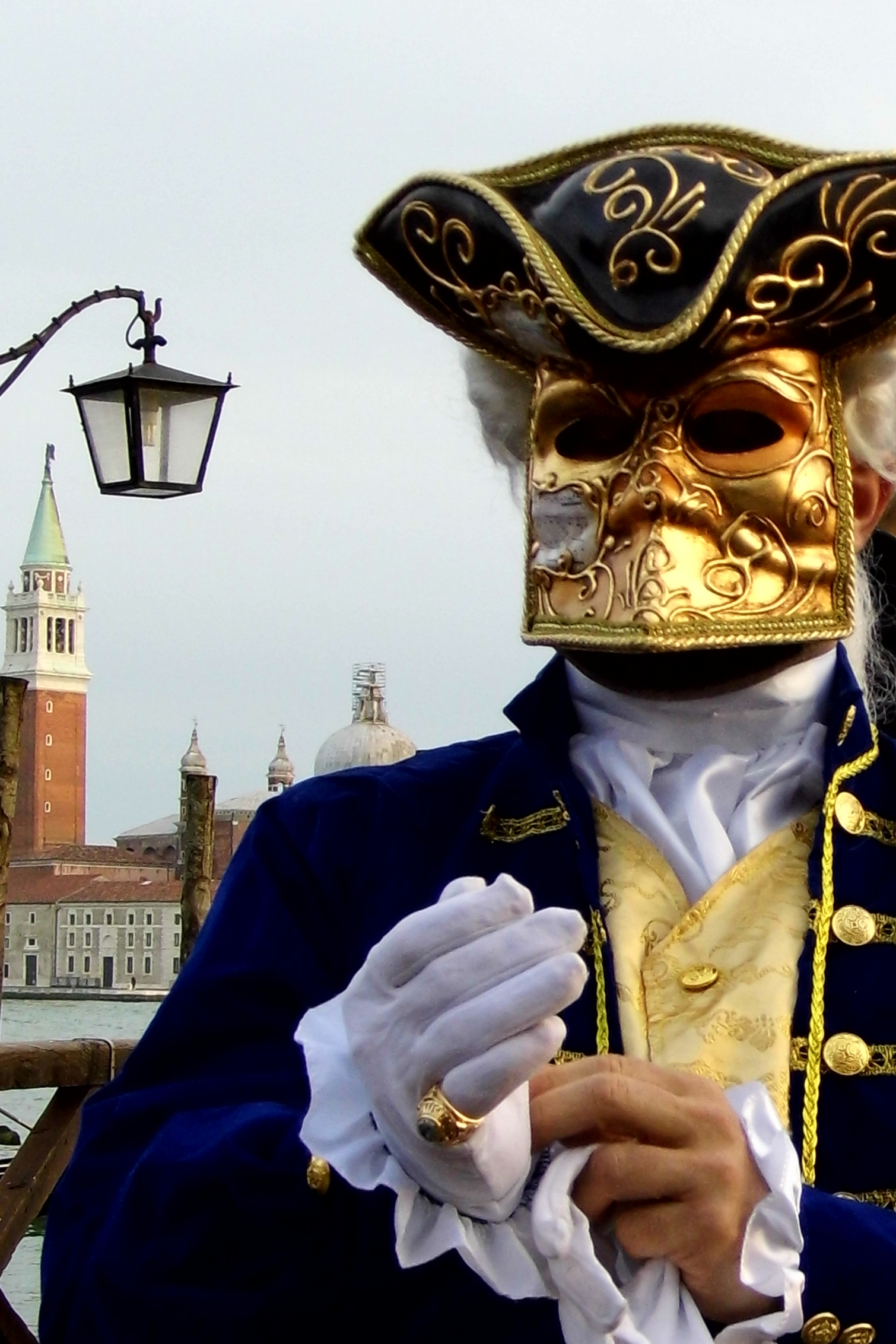
Una bauta dorata durante il Carnevale veneziano

La bauta è una maschera usata nel Carnevale veneziano.

## Storia e caratteristiche

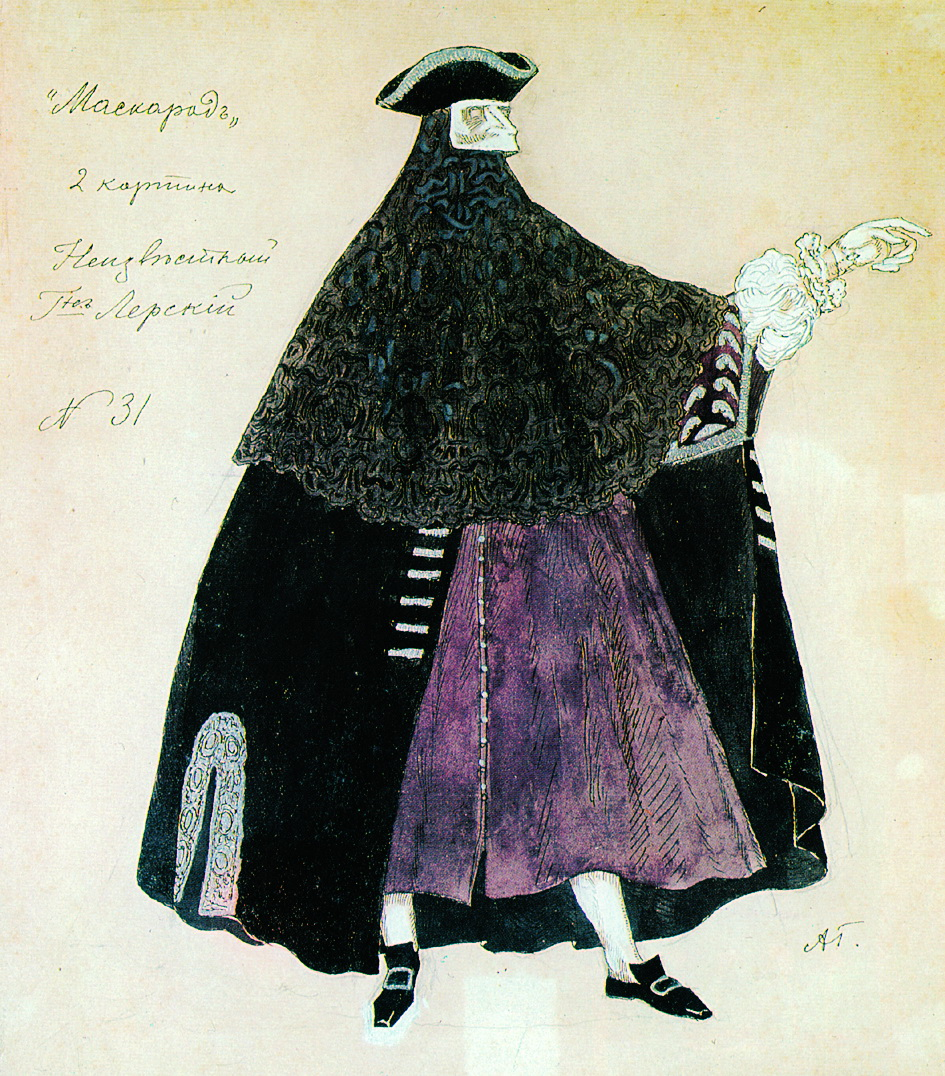
La bauta in un costume teatrale (Russia, inizio XX secolo)

Comparve a Venezia tra il XV ed il XVI secolo ed è il travestimento veneziano per antonomasia.
Tra tutte le maschere di Venezia la bauta era quella che aveva il maggior permesso di vagare per calli e campi: anche nei giorni di San Marco e dell’Ascensione, per l’elezione di dogi e procuratori, quando le altre maschere erano bandite.
La maschera in genere viene associata ad un mantello lungo fino in vita, dal tricorno e dalla maschera vera e propria; peculiarità della bauta è il labbro superiore deformato ed allungato in modo da deformare anche la voce di chi la indossa, per non farsi riconoscere.
La conformazione della maschera permette anche di bere e mangiare, senza essere tolta, questo per mantenere il totale anonimato.
Le baute appaiono in moltissime opere pittoriche di Pietro Longhi.